# Kier
Kier Group plc (ou Kier) est une entreprise du bâtiment et des travaux publics du Royaume-Uni qui fait partie de l'indice FTSE 250. 

## Histoire
En 2015, Kier Group annonce l'acquisition de Mouchel pour 265 millions de livres.
En juin 2019, Kier Group annonce la vente de ses activités de constructions de maisons, la suppression de 1 200 emplois et l'abandon de ses activités dans le domaine de l'environnement.

## Principaux actionnaires
Au 31 mars 2020.
| Standard Life Investments        | 17,0% |
| Woodford Investment Management   | 14,1% |
| M&G Investment Management        | 10,7% |
| Peel Hunt                        | 6,02% |
| BlackRock Investment Management  | 5,56% |
| Hargreaves Lansdown Stockbrokers | 5,53% |
| Brewin Dolphin                   | 5,01% |
| Charles Stanley                  | 5,00% |
| Rathbone Investment Management   | 4,93% |
| Schroder Investment Management   | 4,80% |

## Sources
- (en) Cet article est partiellement ou en totalité issu de l’article de Wikipédia en anglais intitulé « Kier Group » (voir la liste des auteurs).